# Цемуль (муниципалитет)
Цемуль (исп. Dzemul) — муниципалитет в Мексике, штат Юкатан, с административным центром в одноимённом городе. Численность населения, по данным переписи 2010 года, составила 3489 человек.

## Общие сведения
Название Dzemul с майянского языка можно перевести как разрушенный холм, где Dze — разрушать и Mul — гора, холм, курган.
Площадь муниципалитета равна 174 км², что составляет 0,44 % от общей площади штата, а наивысшая точка — 4 метра над уровнем моря, расположена в поселении Сан-Диего.
Он граничит с другими муниципалитетами Юкатана: на востоке с Тельчак-Пуэрто и Тельчак-Пуэбло, на юге и западе с Мотулем, на северо-западе с Ишилем, а на севере омывается водами Мексиканского залива.

## Учреждение и состав
Муниципалитет был образован в 1867 году, но его границы менялись вплоть до 1993 года. В 2010 году в его состав входило 8 населённых пунктов, самым крупным из которых является административный центр, а численность других не превышает 100 человек.
| Код INEGI | Населённый пункт                                                              | Численность населения (2005 год) | Численность населения (2010 год) |
| --------- | ----------------------------------------------------------------------------- | -------------------------------- | -------------------------------- |
| 026       | Всего                                                                         | 3263                             | 3489                             |
| 0001      | Цемуль (исп. Dzemul) 21°12′37″ с. ш. 89°18′32″ з. д. (административный центр) | 3062                             | 3228                             |
| 0005      | Сан-Диего (исп. San Diego) 21°14′14″ с. ш. 89°18′23″ з. д.                    | 84                               | 69                               |
| 0006      | Сан-Эдуардо (исп. San Eduardo) 21°13′59″ с. ш. 89°16′32″ з. д.                | 64                               | 69                               |
| 0035      | Сан-Бенито (исп. San Benito) 21°19′24″ с. ш. 89°26′22″ з. д.                  | 5                                | 61                               |
| 0004      | Сан-Бруно (исп. San Bruno) 21°19′49″ с. ш. 89°23′28″ з. д.                    | 9                                | 45                               |
| —         | Прочие                                                                        | 39                               | 17                               |

## Экономика
По статистическим данным 2000 года, работоспособное население занято по секторам экономики в следующих пропорциях:
- торговля, сферы услуг и туризма — 36,9 %;
- сельское хозяйство, скотоводство и рыболовство — 35,5 %;
- производство и строительство — 25,2 %;
- безработные — 2,4 %.

## Инфраструктура
По статистическим данным 2010 года, инфраструктура развита следующим образом:
- электрификация: 98,9 %;
- водоснабжение: 82,5 %;
- водоотведение: 83,6 %.

## Достопримечательности
В муниципалитете можно посетить следующие объекты:
- храм Санта-Ана;
- храм Санта Роса де Лима;
- часовня Христа Эскипуласа;
- археологическая зона Шкамбо[исп.].

## Фотографии

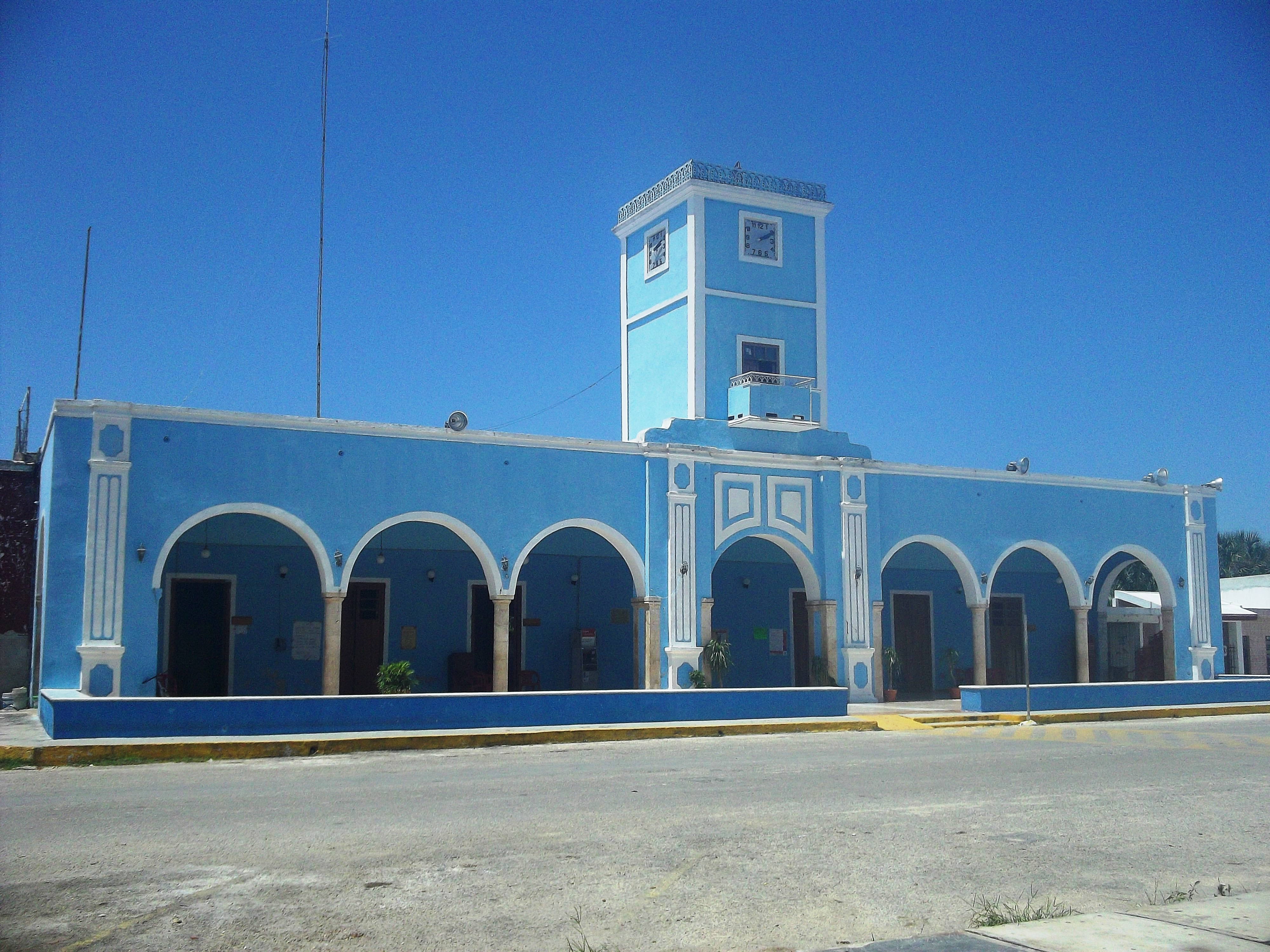
Здание администрации
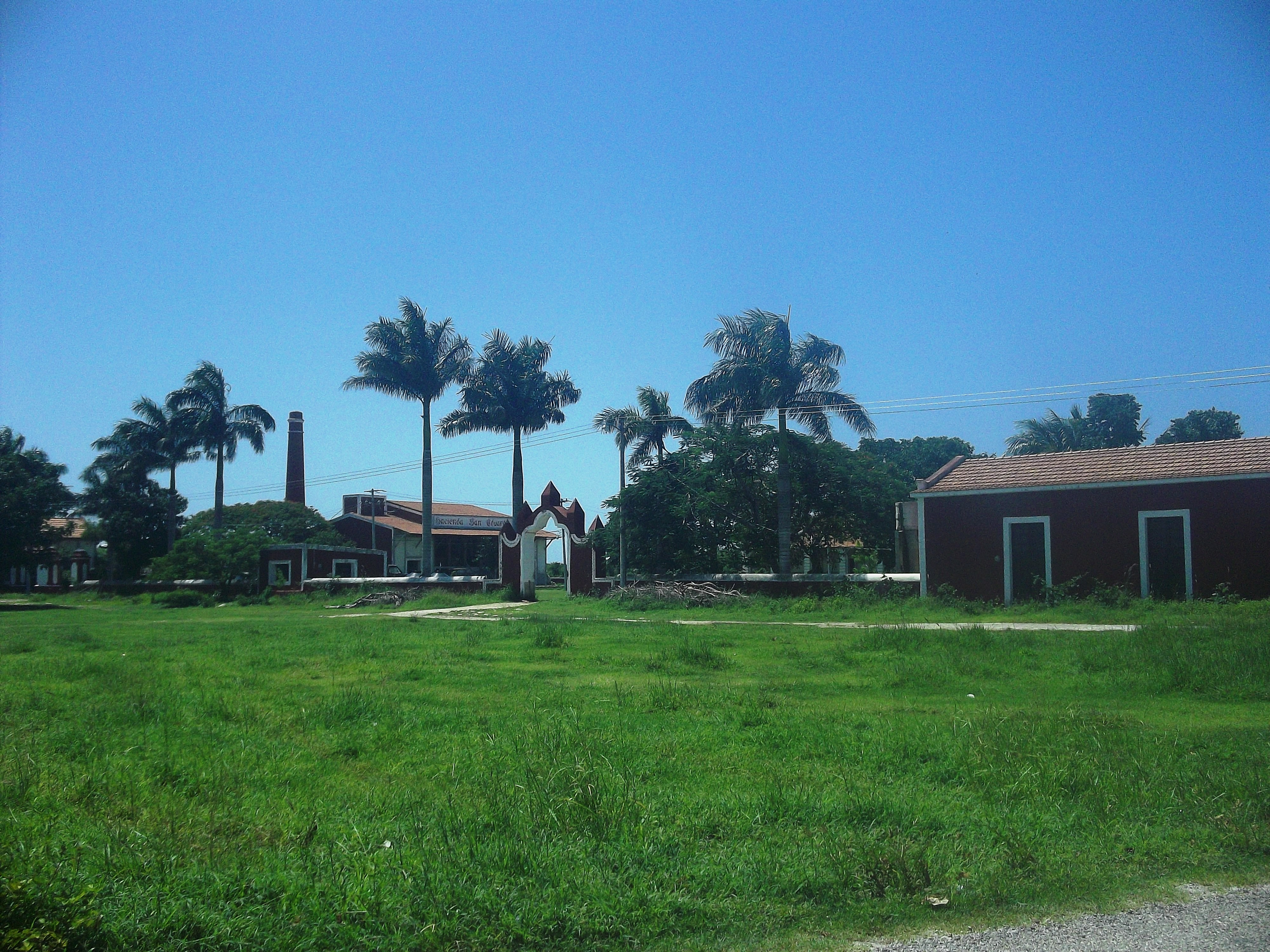
Бывшая асьенда Сан-Эдуардо
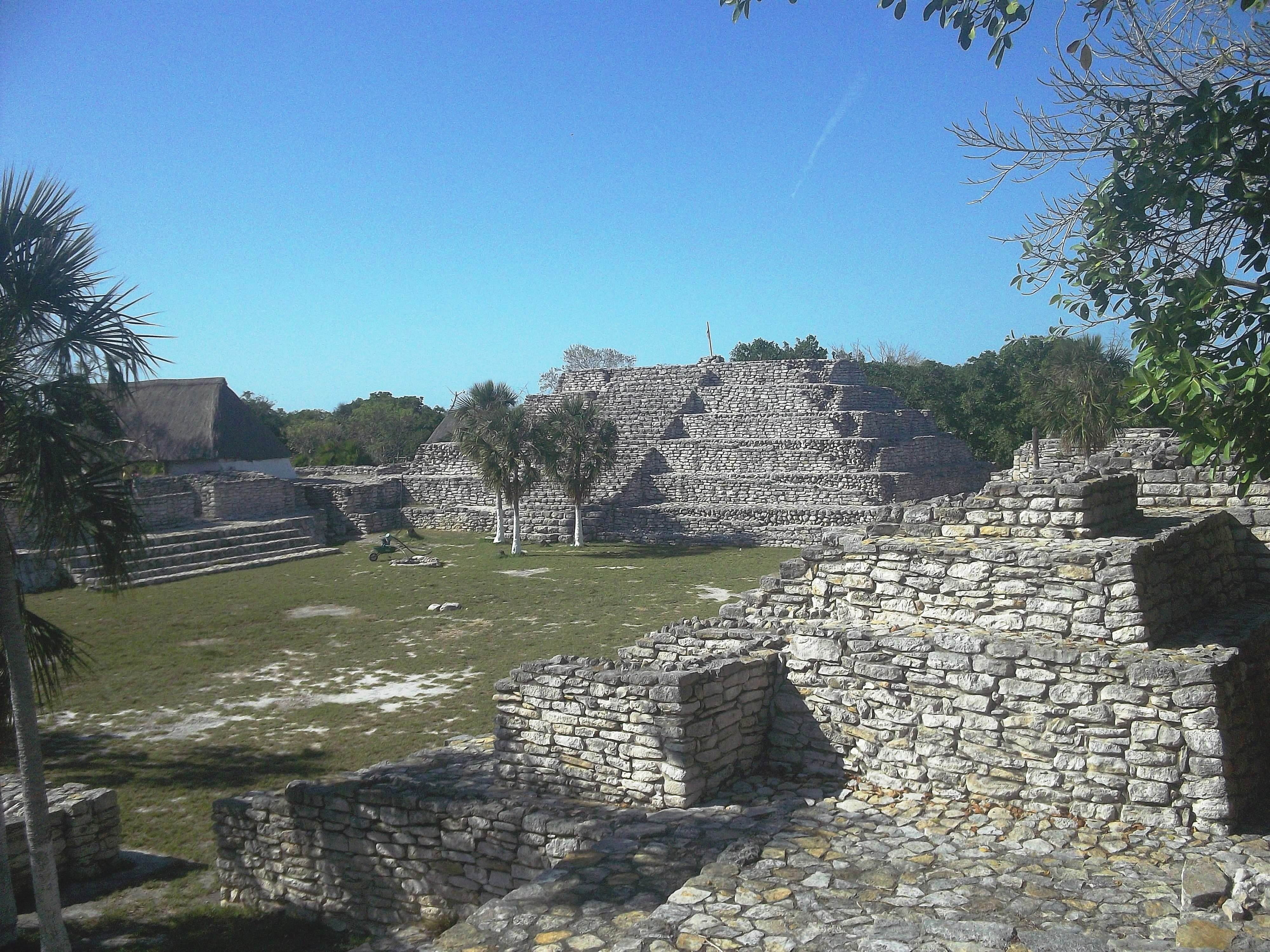
Археологическая зона Шкамбо